# Андел-Схиппер, Хендрикье ван
Хендрикье ван Андел-Схиппер (нидерл. Hendrikje van Andel-Schipper; 29 июня 1890, Смилде — 30 августа 2005, Хогевен) — нидерландская долгожительница, официально считавшаяся самым старым человеком из живущих на Земле с 29 мая 2004 года до собственной смерти, а также самой старой голландкой за всю историю Нидерландов.

## Биография
Родилась недоношенным и болезненным ребёнком в 1890 году в деревушке Смилде в провинции Дренте на северо-востоке Нидерландов. Из-за слабого здоровья в школу не ходила. Её обучал всему отец, который был директором местной школы. Хендрикье работала учителем рукоделия и до 47 лет жила с родителями. Затем переехала в Амстердам, где познакомилась со своим мужем. Во время Второй мировой войны семейная пара переселилась в Хогевен. Её муж Дик ван Андел умер в 1959 году. Овдовевшая Хендрикье заботилась о себе сама до 106-летнего возраста, а затем поселилась в доме престарелых. Умерла 30 августа 2005 года в возрасте 115 лет и 62 дней. Титул старейшего на Земле перешёл к Элизабет Болден из Мемфиса, штата Теннесси.
Впоследствии этот рекорд был пересмотрен. Стали считать, что в этот период самым старым человеком на Земле была Мария Эстер де Каповилья.